# Svante Arrhenius
Svante August Arrhenius (ur. 19 lutego 1859 w Uppsali, zm. 2 października 1927 w Sztokholmie) – szwedzki chemik i fizyk, jeden z twórców chemii fizycznej.

## Życiorys
Studiował w Uppsali i został docentem chemii fizycznej. Opracowywał teorię dysocjacji elektrolitycznej. Zajmował się właściwościami toksyn i antytoksyn, kinetyką chemiczną (m.in. równanie Arrheniusa), badaniem temperatur planet i korony słonecznej oraz badaniem zorzy polarnej. W latach 1897–1905 był rektorem Uniwersytetu w Sztokholmie (ówcześnie Stockholms högskola). W 1903 otrzymał Nagrodę Nobla w dziedzinie chemii za opracowanie teorii dysocjacji elektrolitycznej. W 1907 stworzył teorię panspermii dotyczącej pochodzenia życia na Ziemi. Od 1919 był członkiem zagranicznym Królewskiej Holenderskiej Akademii Sztuk i Nauk.

## Postulaty Arrheniusa
Postulaty Arrheniusa:
- I: Kwasy, zasady i sole pod wpływem wody rozpadają się na jony dodatnie (kationy) i ujemne (aniony).
- II: Liczba ładunku elektrycznego zgromadzona na kationach jest równa liczbie ładunku zgromadzonego na anionach. Roztwór jest elektrycznie obojętny.
- III: Słabe elektrolity w roztworze wodnym ulegają dysocjacji w niewielkim stopniu.

## Obszary badań poza chemią fizyczną
- właściwości toksyn i antytoksyn,
- badania zorzy polarnej,
- badania temperatur planet i korony słonecznej,
- przyczyny zmian klimatu Ziemi w przeszłości (sformułował hipotezę globalnego ocieplenia).

Arrhenius dokonał obliczeń wpływu ilości dwutlenku węgla (CO2) w atmosferze Ziemi na temperaturę. W 1896 roku ocenił, że wytwarzanie tego gazu przez człowieka może spowodować nadmierny wzrost temperatury za kilka tysięcy lat; w 1908 roku poprawił to przewidywanie na kilkaset lat – niemniej jednak uważał, że jest to odległa przyszłość i bardziej go interesowało znaczenie zmian ilości CO2 dla epoki lodowcowej.

## Panspermia
Sformułował hipotezę panspermii, wg której życie rozprzestrzenia się w kosmosie dzięki bakteriom przemieszczającym się pod wpływem ciśnienia światła.